# Roland Fuhrmann
Roland Fuhrmann (* 1966 in Dresden) ist ein deutscher Künstler aus Berlin.

## Leben
Roland Fuhrmann studierte 1991 bis 1995 Bildende Kunst an der Burg Giebichenstein Kunsthochschule Halle. Mit einem Stipendium des DAAD setzte er sein Kunststudium 1995 bis 1997 an der École nationale supérieure des beaux-arts de Paris bei Christian Boltanski fort. Seit 1998 hat Roland Fuhrmann seinen Lebensmittelpunkt in Berlin und ist seit 2001 Mitglied im Berufsverband Bildender Künstler Berlin und seit 2019 Mitglied im Deutschen Künstlerbund.
Mit der Dissertation zu aerodynamisch geformten Luftschiffhallen, betreut von Professor Hans-Georg Lippert, wurde Roland Fuhrmann 2018 an der Fakultät Architektur der TU Dresden am Institut für Baugeschichte, Architekturtheorie und Denkmalpflege promoviert. Die Dissertation erhielt den Kurt-Beyer-Preis 2018.
Neben seinen Foto- und Videoarbeiten, Installation, kinetischen Objekten, kinematografischen Plastiken und konzeptuellen Mechanismen an der Schnittstelle zwischen Kunst und Wissenschaft wurde Roland Fuhrmann vor allem mit seiner Kunst am Bau und Kunst im öffentlichen Raum bekannt. Seine Werke waren in zahlreichen Ausstellungen und auf Filmfestivals in Europa zu sehen, wurden aber auch in Amerika und Asien gezeigt.
Roland Fuhrmann hielt Lehrveranstaltungen unter anderem an der Muthesius Kunsthochschule in Kiel, der Burg Giebichenstein Kunsthochschule Halle, der TU Dresden, der École polytechnique fédérale de Lausanne und mehrfach an der Universität Antwerpen.

## Zitat
„Fuhrmanns Kunstwerke sind nicht die Vehikel zur effekthascherischen Inszenierung einer Provokation, sondern vielmehr ein Fingerzeig auf die zuweilen Angst machende Normalität.“

## Permanente Arbeiten im öffentlichen Raum (Auswahl)

### Galerie

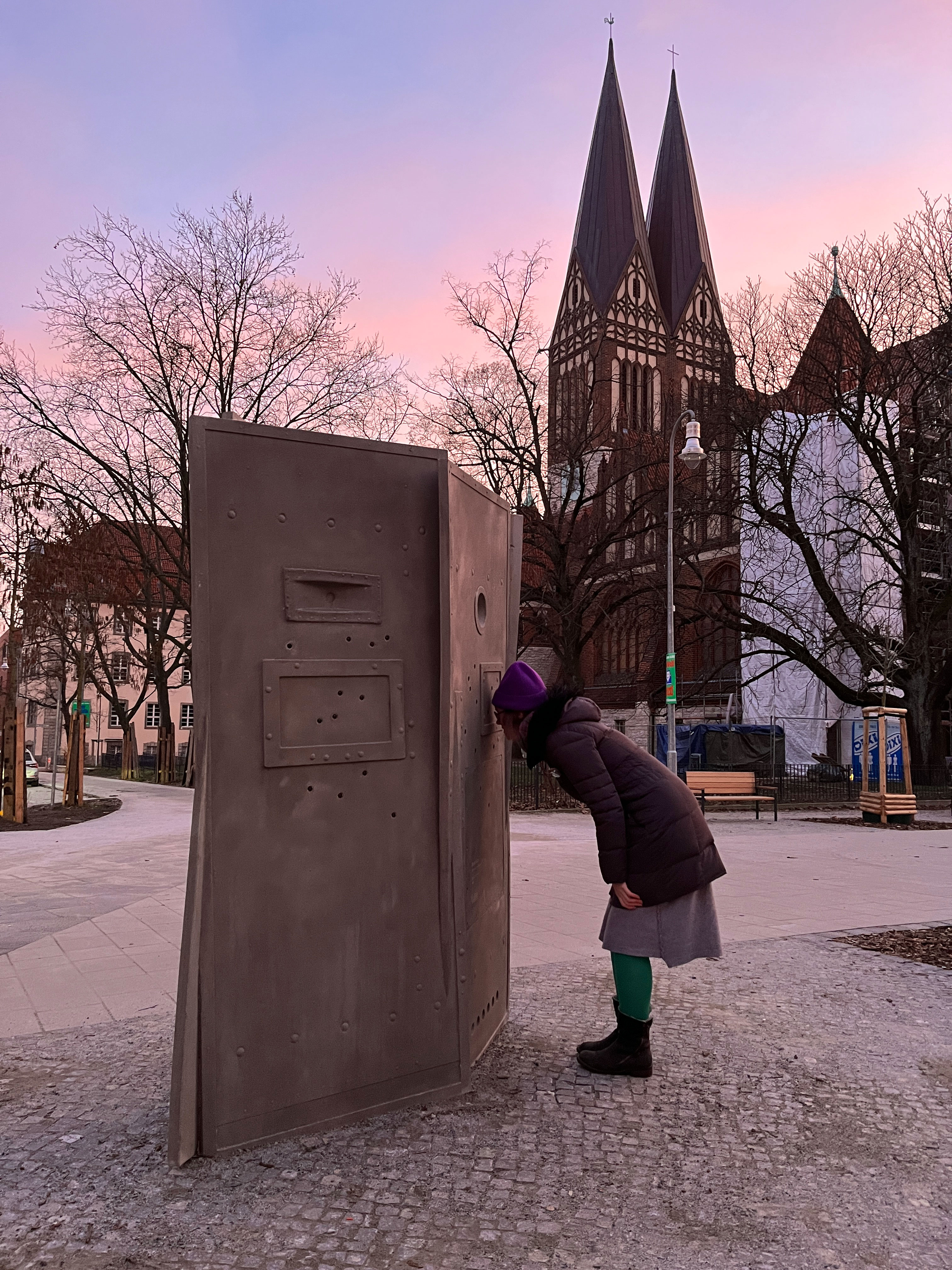
Einschlüsse, Roedeliusplatz, Berlin
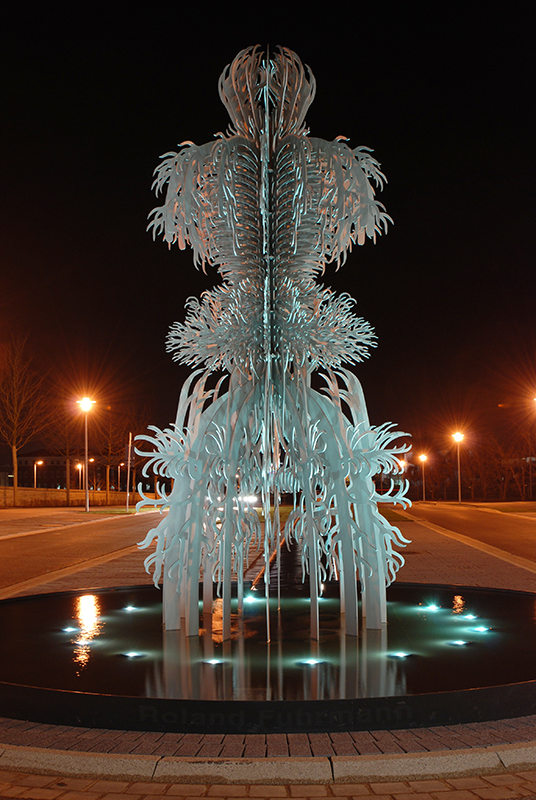
Venus von Minden, vor dem Johannes-Wesling-Klinikum Minden
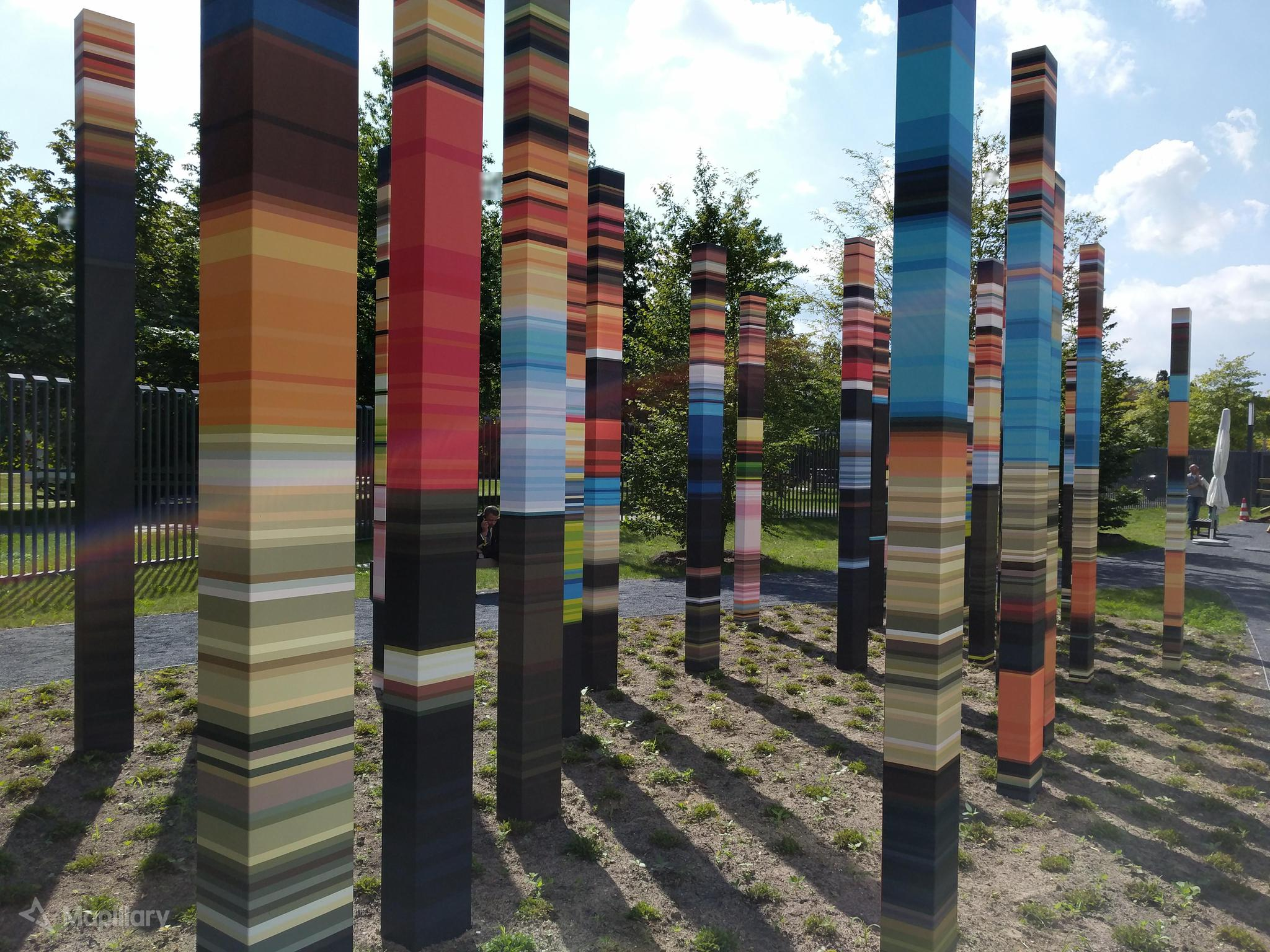
Zusammenhalt, Berlin
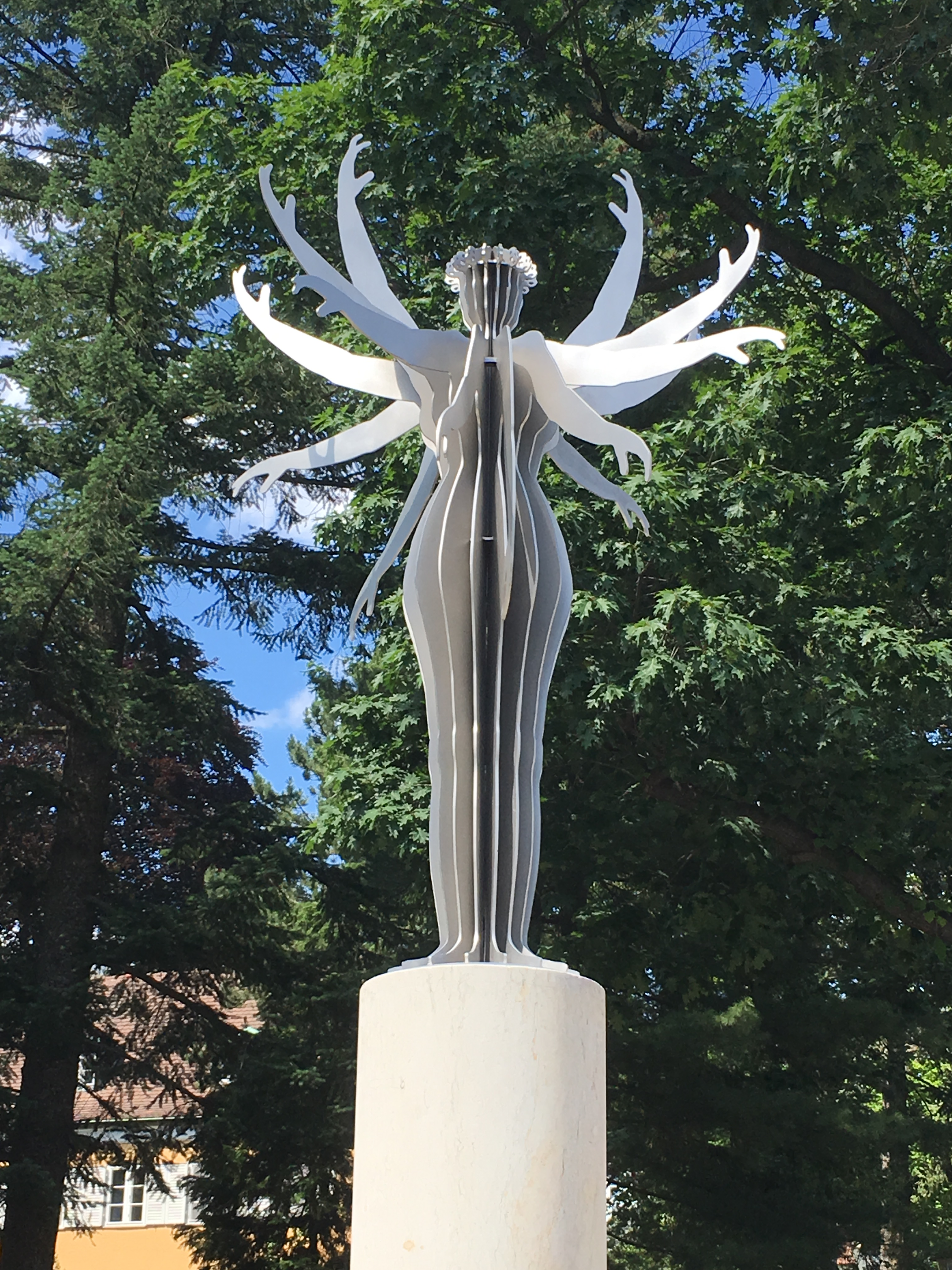
Nymphe, Radebeul

## Liste
- 1998 Lichtbegegnung, die mobile Lichtinstallation durchbricht fünf Etagen des Hauptgebäudes der Stadtwerke Halle[5]
- 2000 Tranquillité, kinetische Edelstahlskulptur; im Innenhof des Mönchehaus Museums Goslar
- 2000 Max-Planck-Struktur, eine Anamorphose als Kugelwolke formt das Porträt des Physikers Max Planck; Installation im Foyer des Max-Planck-Instituts für Mikrostrukturphysik Halle (Saale)[6]
- 2001 Ornisonorium, Seilbahn-Automaten mit Vogelstimmen durchqueren ab und an den Raum der Cafeteria im Gebäude des Fachbereichs Informatik der Martin-Luther-Universität Halle-Wittenberg[7]
- 2003 Sandbank, Fluthelferdenkmal der Flutkatastrophe 2002 am Großen Goitzschesee in Bitterfeld[8]
- 2006 Treibender Rhythmus, hängende Installation der Sequenzanalyse eines Ausdruckstanzes von Gret Palucca; im Verbindungstrakt der Palucca Hochschule für Tanz Dresden[9]
- 2008 Roter Berg lautet die Übersetzung des keltischen Wortes Goch; im Innenhof des Rathauses Goch, umgesetzt als Berg aus Stahl[10]
- 2008 Venus von Minden, Edelstahlskulptur nach der barocken Blutkreislaufdarstellung aus dem Syntagma Anatomicum[11] des Johannes Wesling; vor dem Haupteingang des Johannes-Wesling-Klinikums Minden[12]
- 2009 Polarsternrohr alpha UMi, die Edelstahlskulptur ist als Sichtrohr auf den Polarstern ausgerichtet; den einzigen Fixpunkt im Universum, um den sich scheinbar alles dreht; am Ufer des Bärwalder Sees[13]
- 2009 Universitas – Light Orbiter, der mit Solarenergie betriebene Ring dreht sich im Foyer des Hauptgebäudes der Brandenburgischen Technischen Universität Cottbus-Senftenberg[14]
- 2010 Spektralsymphonie der Elemente, Rauminstallation aus hängenden Glasröhren der Linienspektren aller chemischen Elemente; in den chemischen Instituten der Technischen Universität Dresden[15]
- 2011 Hœhere Instanzen, Rauminstallation aus unterseits verspiegelten Silhouetten fliegender Kraniche mit Bezug zu Friedrich Schillers Kraniche des Ibykus; im Foyer des Justizzentrums Potsdam und des Verfassungsgerichts des Landes Brandenburg[16]
- 2011 Jungbrunnen, computergesteuerte Wandinstallation aus mobilen Linsenrasterbildern im Foyer des Zentrums für Regenerative Therapien Dresden[17]
- 2011 Dialog introspektiv, skelettierte Edelstahlskulpturen nach Computertomographien einer Eule und eines menschlichen Kopfes; im Park und Foyer der Deutschen Akademie der Naturforscher Leopoldina[18]
- 2013 Rœhren:der Hirsch, Anamorphose eines Hirschmotives, verteilt als Stahlstelen auf dem Campus vor dem Zentralinstitut für Katalyseforschung der Technischen Universität München[19]
- 2014 Adler:anamorph, Anamorphose eines kreisenden Adlers aus schwebenden Glasröhren; Installation im Foyer des Zentralinstituts für Katalyseforschung der Technischen Universität München[20]
- 2014 Hermann Reichelt Gedenkpult, Edelstahlstele neben dem Ehrengrab von Flugpionier Hermann Reichelt auf dem Neuen Annenfriedhof Dresden[21][22]
- 2014 Panorama imaginär, hängende Installation aus deutschen und polnischen Landschaftshorizonten; im Mehrzwecksaal der Deutsch-Polnischen Begegnungsschule Willy-Brandt-Schule Warschau[23]
- 2017 Freilegung, inszenierte Probeachsen in den Treppenhäusern des Wissenschafts- und Restaurierungszentrums der Stiftung Preußische Schlösser und Gärten Berlin-Brandenburg in Potsdam
- 2017 Nymphe, Edelstahlskulptur auf dem Eduard-Bilz-Platz in Radebeul
- 2017 Camoupax, Anamorphose aus Edelstahlstelen mit Camouflage vor der Offizierschule des Heeres in Dresden
- 2017 Zusammenhalt, Anamorphose aus farbigen Edelstahlstelen im Garten des Bundesministerium des Innern in Berlin
- 2018 In omnes partes, mit Solarenergie betriebene, kinetische Installation im Atrium des Burg-Gymnasiums der Stadt Schorndorf
- 2022 Einschlüsse, Mahnmal als Erinnerungs- und Gedenkort für die Opfer sowjetischer Militärjustiz und menschenrechtswidriger Urteile der DDR-Justiz 1945–1989 auf dem Roedeliusplatz in Berlin

## Auszeichnungen (Auswahl)
- 2000 Kaiserringstipendium und Einzelausstellung im Mönchehaus Museum Goslar, zeitgleich mit dem Kaiserringträger Sigmar Polke[24]
- 2005 1. Preis der Kinetic Art Organization (KAO), West Palm Beach, USA
- 2016 Finalist in der Kategorie Best Experimental des Videofestivals Los Angeles CineFest[25]
- 2016 1. Preis in der Kategorie „Art Lab“ des Videofestivals Festival Internazionale del Cinema d’Arte in Mailand, Italien[26]
- 2019 Kurt-Beyer-Preis der TU Dresden

## Ausstellungen (Auswahl)
- 2021 Still alive, Ausstellung im Deutschen Künstlerbund Berlin[27]
- 2021 Embark, Ausstellung der 129gallery auf einem stillgelegten Hotelschiff in Berlin[28]
- 2020 ausgefallen?, Ausstellung politischer Plakate im Deutschen Künstlerbund Berlin[29]
- 2019 Palombières, Einzelausstellung, Zagreus Projekt Berlin[30]
- 2019 Dresdens Tor zum Himmel, Architektur Galerie Berlin – Satellit, Berlin[31]
- 2018 Refuges Perchés, Pollen, Monflanquin, Frankreich[32]
- 2017 Mapping Berlin, Galerie Wedding, Berlin[33]
- 2016 Space Identity, Kunstbauwerk, Vierraden[34]
- 2015 Das mechanische Corps, Hartware MedienKunstVerein (HMKV) Dortmund[35] und 2014 im Künstlerhaus Bethanien, Berlin[36][37]
- 2015 #Les Enfants de Bötzow(5/7), Lage Egal, Raum für aktuelle Kunst Berlin[38]
- 2013 A virtual memorial Vilnius 2013, Kėdainiai Regional Museum, Litauen[39]
- 2012 Himmelreich, Zagreus Projekt Berlin[40]
- 2012 Denk-Zeichen Kostrzyn, Festung Küstrin/Kostrzyn, Polen[41]
- 2012 Hœhere Wesen, Einzelausstellung im Zeppelin Museum Friedrichshafen[42]
- 2011 Monte Verità, Kunstverein Familie Montez[43]
- 2010 Media in Transition II, Mamish Morrison Galerie Berlin[44][45]
- 2008 Good Vibraions – Geometrie und Kunst, Altana-Galerie Kunst+Technik der TU Dresden[46]
- 2008 Hors de Portée, Einzelausstellung in der Association Pollen, Monflanquin, Frankreich[47]
- 2007 Intimacy and Alienation, Museo de Arte de El Salvador, San Salvador[48]
- 2007 transRobota, 7. Baltic Biennale für Moderne Kunst im Museum Stettin, Polen[49]
- 2005 Art that works  / Catch me!, 46. October Art Salon Belgrad, Serbien[50]
- 2006 Smart Art, European Media Art Festival (EMAF) Osnabrück[51]
- 2006 Valuta, Einzelausstellung im Museum Goch[52]
- 2005 Der freie Wille, Arena Berlin[53][54]
- 2004 Berlin – Moskau 1950–2000, Martin-Gropius-Bau Berlin[55]
- 2003 Große Kunstausstellung, Kunsthalle Villa Kobe, Halle/Saale (Publikumspreis)